# Naša TV (BiH)
Naša TV je bivša bosanskohercegovačka komercijalna televizijska postaja na hrvatskom jeziku sa sjedištem u Mostaru, Bišće polje bb. Registrirana je kao regionalna TV postaja.

## Povijest
2015. godine počelo se s pripremama za emitiranjem. Krajem travnja 2015. u Mostaru su osnivači organizirali osnivačku skupštinu, radi formiranja kanala na hrvatskom jeziku koji bi, bar u početku, trebao biti sadržajno vezan isključivo za Hercegovinu. Krajem lipnja 2015. godine u osnovana je u Mostaru tvrtka osnovana firma Naša TV d.o.o. s osnovnom djelatnošću emitiranja televizijskog programa. Bila je registrirana na adresu Rodočkih branitelja bb. Direktorica firme je Željka Kvesić, a izvršni direktor – producent je Ivan Cigić.
Prvi najavljeni nadnevak početka emitiranja bio je 15. veljače 2016. godine; pokrenuto je dan prije, 14. ožujka. Osnivanje je pokrenulo 55 hercegovačkih poduzetnika. Osnivački ulozi bili su od 15 000 i 30 000 maraka. Ciljalo se postići heterogenu vlasničku strukturu, da nitko pojedinačno, ili pojedine interesne skupine, ne bi mogle utjecati na uređivačku politiku televizije. Ukupno je prikupljeno 990.000 maraka osnivačkog kapitala. Gledateljima je bila ponuđena preko kabelskih televizija Home TV i Telemacha. Prva urednica bila je Hloverka Novak-Srzić. Za početak Naša TV emitirala je tri sata programskog sadržaja iz vlastite produkcije. Svakodnevne emisije bile su Hercegovina danas i informativni dnevnik. Voditelji središnje informativne emisije bili su Damir Bliznac i Dijana Bošnjak. Poslije dnevnika emitirale su se svakog dana emisije razna sadržaja poput športa, kulture, politike i gospodarstva. Prostorno je za početak pokrivala događaje iz Hercegovine, a planiralo se u budućnosti i cijelu BiH. Osoblje je činilo u početku 20-ak članova u kojima su bili iskusni novinari i studenti novinarstva Sveučilišta u Mostaru. Poslije su pokrenute i druge emisije poput talk showa Dobar, loš, zao.
Signal je dostupan putem IPTV mrežnih davatelja IP televizije BH TELECOM, ELTA KABEL, HT ERONET i TELEMACH. Ciljaju dosegnuti gledateljstvo cijele Bosne i Hercegovine i biti vodeća televizija koja producira i emitira program na hrvatskom jeziku na cijelom području Bosne i Hercegovine s programskim sadržajima koji objektivno afirmativno konotiraju i reproduciraju društveni, nacionalni i kulturni identitet ne samo Hrvata, nego i svih naroda Bosne i Hercegovine. Temeljni cilj osnivača je kreirati televizijski program na hrvatskom jeziku namijenjen gledateljstvu s ovih prostora. Misija je učiniti hrvatsku javnost u BiH prisutnom, vidljivom i prepoznatljivom u bosanskohercegovačkom medijskom mozaiku, uvažavajući pritom sve druge javnosti i društvo u cjelini. Osnivači su zamislili zadržati disperziranu vlasničku strukturu s velikim brojem privatnih ulagača te tako onemogućiti koncentraciju vlasništva i dominantni utjecaj.
2018. godine RTV Herceg-Bosne kupila je TV KISS, a u procesu je kupovine Prvog TV i Naše TV. Prema najavama RTV Herceg-Bosne bi u svoje primila ljudske i materijalne resurske Naše TV, kao i par drugih medijskih projekata u Hercegovini i dijelovima BiH (Prvi.tv, Posavska televizija) gdje su Hrvati većina, što bi bila prva faza na uspostavi javnog servisa na hrvatskom jeziku.
Od 1. srpnja 2019. umjesto programa Naša TV s emitiranjem je započeo novi bh. program na hrvatskom jeziku - RTV Herceg-Bosne.

## Vanjske poveznice
- Službena stranica  Arhivirana inačica izvorne stranice od 17. veljače 2020. (Wayback Machine)
- Facebook
- YouTube